# 万創
株式会社万創（ばんそう）は、かつて存在した日本の企業。
2020年現在、別の業種で同名または類似名の企業が複数存在するが、それらとは全く関係がない。

## 概要
フジテレビ事業局から発売されていたウルトラシリーズなどの「とびだすえほん」が、放送局の出版事業を禁止するという当時の法律に抵触したため、創設された企業である。

### 設立
フジテレビ時代に「とびだすえほん」の下請制作を請け負っていた小出信宏社の子会社として、1970年に東京都中央区日本橋で山田高亘を社長として設立し、「とびだすえほん」の出版・販売を引き継いだ。

### 成長期
フジテレビ時代からのヒット商品である「とびだすえほん」は幸運にも他社と競合しない商品で、万創は『仮面ライダー』や『帰ってきたウルトラマン』など当時の人気番組のスポンサーになる。同社は独占的に商品化権を獲得することで、急速に成長した。
当初の独占的商品化権は、万創が手がけていた「とびだすえほん」や紙製玩具のみであったが、同社の強引な商品化戦略に危機感を持った他社も続々とキャラクター番組のスポンサーに参加することで、第二次怪獣ブームにおけるキャラクター番組の量産に拍車をかける。東京放送（TBS、現・TBSホールディングス）の岡崎潔は業界の秩序を乱す同社に対し、スポンサーになっても新しい許諾を与えない方針を取った。しかし万創は岡崎を懐柔し、自社に呼び込むことによって障害を取り除く。
1972年8月時点では年商31億円をあげていた。

### 転換期
万創では競合他社への対抗策として、1972年からは文房具やプラモデルなどの生産・販売へと事業を拡大。同社が手がける番組はさらに数を増し、番組提供費も増大してゆく。しかし、商品化に必要なパルプなどの原材料不足が1973年初頭から深刻化していたこともあって、同社の商品は粗悪品が増えていき、消費者からは苦情が寄せられるようになった。また「とびだすえほん」の価格をめぐる小売店との対立から、不買運動も勃発していた。

### 倒産
キャラクター番組の供給過剰状態に加えて、それまでの膨大な宣伝費や流通経費などの要因も重なった万創は、1973年6月19日に総額28億円の負債を抱えて倒産。20日が決済期日の6000万円の手形を落とせず、事前に東京地裁に会社整理を申請したとされる。番組提供費は総売上の3割にも達しており、同社が倒産直前まで提供スポンサーだった毎日放送の『ジャンボーグA』や、フジテレビの『ロボット刑事』などの番組にも、未払いのキャラクター使用料が負債として残った。そのため連鎖倒産した親会社の小出信宏社を含めた経営再建案として再びキャラクター使用の要請が各テレビ局にされたが、負債を理由に拒否したため再建には至らなかった。
竜の子プロダクション（タツノコプロ）作品のプラモデルは、同社が今井科学の協力で設立した子会社「タツノコランド」から再販されたが、同社は1974年に活動を停止した。その直後に今井科学がタツノコプロとの契約切れ後も、同社の警告を無視して不正に商品の販売を継続していたことが問題となった。
倒産後の1975年から1980年代に平仮名表記の「株式会社ばんそう」が「とびだすえほん」や「POPえほん」などの商品名で当時の人気番組などの絵本類を発売していたが、本社所在地が異なり、旧「万創」との法人としての連続性や人的関係などは不明である。
手薄になった紙製玩具に文具メーカーのセイカ（現・サンスター文具 セイカブランド）やショウワノートが進出する。万創の倒産はスポンサーに商品化権を与えることの危険性を示したが、テレビ局としては収益が上がることから、現在でも方針を改めていない。